# Корк, Джек
Дже́к Фрэ́нк По́ртеус Ко́рк (англ. Jack Frank Porteous Cork; 25 июня 1989, Лондон, Англия) — английский футболист, полузащитник клуба «Бернли».

## Клубная карьера
Джек Корк является воспитанником футбольной академии «Челси» с девяти лет, После окончания обучения в Академии он был переведён в молодёжную команду, где выступал так же за резервную команду и был в них капитаном.
В сезоне 2006/07, Корк дважды отправлялся в аренду в «Борнмут». Джек был включён в список футболистов отправившихся на предсезонный тур по США, летом 2007 года, после того как Ли Сойер был вынужден бросить учёбу. Он дебютировал за основной состав в товарищеском матче против «Америки» 14 июля. Он играл на левом фланге в большинстве туров.
Сезон 2007/08, Корк в аренде в «Сканторп Юнайтед». После 35 выступлений, несмотря на конечный вылет «Сканторпа» из Чемпионата Футбольной лиги, он был признан игроком года в клубе. Его первый гол за «Сканторп» состоялся против «Ковентри Сити» 27 ноября 2007 года, которая закончилась вничью 1:1, второй гол помог его команде одержать победу со счётом 2:1, дома, над тем же «Ковентри Сити» 1 марта 2008 года.
В августе 2008 года, Корк перешёл на правах аренды в «Саутгемптон» до 1 января 2009 года. «Святые» смогли его отбить в жесткой конкуренцией со стороны как «Шеффилд Уэнсдей» и «Абердина».
В январе 2009 года он так же на правах аренды перешёл в «Уотфорд» до конца сезона 2008/09. 24 января 2009 года, Корк забил свой первый гол за «Уотфорд», в победном матче над «Кристал Пэлас» со счётом 4:3 в рамках четвёртого раунда Кубка Англии.
21 августа 2009 года, Корк подписал трехлетний контракт с «Челси» и сразу же подписал контракт с «Ковентри Сити», в который перешёл на правах аренды до конца декабря 2009 года.
1 февраля 2010 года, Корк на правах аренды перешёл в «Бернли» до конца сезона.
«Я почувствовал разочарование в «Челси», поэтому я решил уйти в аренду в один из клубов Премьер-Лиги». «Очень сложно пробиться в первую команду. За последние несколько лет это удалось лишь Джону Терри. Я играл в «Ковентри», «Саутгемптоне», «Уотфорде», «Сканторпе», «Борнмуте» и сейчас я игрок «Бернли». Я живу в отелях и апартаментах. Это может быть неприятно, но я пользовался тем что есть. Тем не менее, я получил замечательный опыт», — приводит слова Корка издание «Sunday People».
Его дебют в Премьер-лиге за «Бернли» состоялся в матче против «Фулхэма» на «Крейвен Коттедж», где «Бернли» потерпел поражение со счётом 3:0. Затем в игре против «Астон Виллы» 21 февраля 2010 года, в котором «Бернли» уступил со счётом 5:2, Корк стал автором голевой передачи второго мяча в ворота «львов».
Первый гол за «Бернли» Корк забил в заключительном 38 туре Премьер-лиги сезона 2009/10, 9 мая 2010 года в ворота «Тоттенхэм Хотспур». «Бернли» одержал победу со счётом 4:2 победу, несмотря на то что команда уже практически вылетела в Чемпионат Футбольной лиги. Днём раньше, его отец дал интервью в местной газете The Lancashire Telegraph, о том что Джек хочет покинуть «Челси» летом и не возражает против того чтобы играть за команду Чемпионата Футбольной лиги.
8 августа 2010 года «Челси» заявил, что они позволят Корку покинуть клуб за 2 миллиона фунтов стерлингов, однако 12 августа Корк повторно на правах аренды перешёл в «Бернли».
27 ноября 2010 года он забил гол в добавленное время и принёс победу над «Дерби Каунти» на «Тёрф Мур», что позволило «Бернли», войти в зону плей-офф.
7 июля 2011 года, Корк был подписан «Саутгемптоном», после того как «Челси» согласился отпустить его за сумму, которая не разглашается.

## Карьера в сборной
Корк представлял Англию на многих уровнях молодёжных сборных. Он был капитаном сборной Англии до 19 лет, на Чемпионате Европы по футболу среди юношей до 19 лет в 2008 году.
Дебют в главной сборной состоялся 10 ноября 2017 года в товарищеском матче со сборной Германии. Джек вышел на замену на 86-й минуте. Матч завершился нулевой ничьей.

## Клубная статистика
| Выступление      | Выступление      | Выступление      | Лига | Лига | Кубок страны | Кубок страны | Кубок лиги | Кубок лиги | Итого | Итого |
| Клуб             | Лига             | Сезон            | Игры | Голы | Игры         | Голы         | Игры       | Голы       | Игры  | Голы  |
| ---------------- | ---------------- | ---------------- | ---- | ---- | ------------ | ------------ | ---------- | ---------- | ----- | ----- |
| Борнмут          | Первая лига      | 2006/07          | 7    | 0    | 2            | 0            | 0          | 0          | 9     | 0     |
| Борнмут          | Итого за клуб    | Итого за клуб    | 7    | 0    | 2            | 0            | 0          | 0          | 9     | 0     |
| Сканторп Юнайтед | Чемпионшип       | 2007/08          | 34   | 2    | 1            | 0            | 0          | 0          | 35    | 2     |
| Сканторп Юнайтед | Итого за клуб    | Итого за клуб    | 34   | 2    | 1            | 0            | 0          | 0          | 35    | 2     |
| Саутгемптон      | Чемпионшип       | 2008/09          | 23   | 0    | 0            | 0            | 2          | 0          | 25    | 0     |
| Саутгемптон      | Итого за клуб    | Итого за клуб    | 23   | 0    | 0            | 0            | 2          | 0          | 25    | 0     |
| Уотфорд          | Чемпионшип       | 2008/09          | 19   | 0    | 2            | 1            | 0          | 0          | 21    | 1     |
| Уотфорд          | Итого за клуб    | Итого за клуб    | 19   | 0    | 2            | 1            | 0          | 0          | 21    | 1     |
| Ковентри Сити    | Чемпионшип       | 2009/10          | 21   | 0    | 0            | 0            | 0          | 0          | 21    | 0     |
| Ковентри Сити    | Итого за клуб    | Итого за клуб    | 21   | 0    | 0            | 0            | 0          | 0          | 21    | 0     |
| Бернли           | Премьер-лига     | 2009/10          | 11   | 1    | 0            | 0            | 0          | 0          | 11    | 1     |
| Бернли           | Чемпионшип       | 2010/11          | 40   | 3    | 3            | 0            | 3          | 0          | 46    | 3     |
| Бернли           | Итого за клуб    | Итого за клуб    | 51   | 4    | 3            | 0            | 3          | 0          | 57    | 4     |
| Саутгемптон      | Чемпионшип       | 2011/12          | 0    | 0    | 0            | 0            | 0          | 0          | 0     | 0     |
| Саутгемптон      | Итого за клуб    | Итого за клуб    | 0    | 0    | 0            | 0            | 0          | 0          | 0     | 0     |
| Всего за карьеру | Всего за карьеру | Всего за карьеру | 155  | 6    | 8            | 1            | 5          | 0          | 168   | 7     |